# 錫薩赫特
錫薩赫特是伊朗的城市，位於該國西南部札格羅斯山脈山腳，由科吉盧耶－博韋艾哈邁德省負責管轄，距離首府亞蘇季22公里，海拔高度2,250米，2006年人口6,342。